# 王師曾 (涪陵)

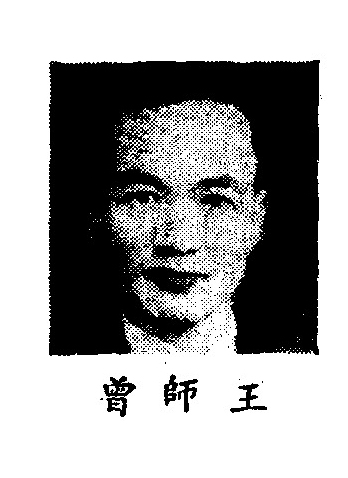

王師曾（1903年—1983年1月2日），化名兴中，四川涪陵人，中华民国政治人物。

## 生平
王師曾毕业于北京大学法科。1925年参加中国青年党，是该党北京支部创办人之一，并任该党北京市党部委员，主编《国魂周刊》。后曾历任中国青年党重庆市党部委员、中国青年党中央委员、中国青年党宣传部副部长、中国青年党中央执行委员会常务委员兼军政部部長、黨史委員會主任委員。
1946年，王師曾出任制宪国民大会中国青年党代表。1947年3月1日，出任国民政府立法院第一届立法委员。1949年6月12日，出任行政院政务委员。此后赴台湾。曾任中国青年黨中央黨部秘書長。
1983年1月2日，王师曾逝世。